# Список судинних рослин України — аралієцвіті
Список місцевих рослин України з порядку аралієцвіті є продовженням Списку судинних рослин України. Аралієцвіті (Apiales) в рідній флорі України представлені родинами: парасолькові (Apiaceae) та аралієві (Araliaceae).

### Місцеві аралієцвіті (Apiales)
| №   | Вид | Розповсюдження в Україні | Джерело інформації | Родина                | Зображення |
| --- | --- | --- | ------------------ | --------------------- | ---------- |
| 1   | Яглиця звичайна Aegopodium podagraria L.                                                                                    | У лісах та на вирубках, серед чагарників, у садах; часто панує у широколистяних лісах (дубових, грабових, букових); цвіте лише на освітлених місцях — майже у всіх районах, але в Криму дуже рідко (гірський Крим вищий за с. Соколине Бахчисарайського р-ну)                                                                            | [ 2 ]              | Парасолькові Apiaceae |            |
| 2   | Собача петрушка звичайна Aethusa cynapium L.                                                                                | У долинах рік, заплавних лісах, серед чагарників; зростає групами — на б. ч. території, крім Степу; у Криму в передгір'ях та на південному сході ПБК (район Краснокам'янки — Щебетівки), рідко | [ 3 ]              | …                     |            |
| 3   | Дягель лікарський Angelica archangelica L.                                                                                  | На берегах річок, струмків, у заплавних лісах — на Закарпатті, Карпатах, Лісостепу, звичайно; у Степу (по долинах річок Оскола, Сів. Дінця, Червоної) | [ 4 ]              | …                     |            |
| 4   | Дягель лісовий Angelica sylvestris L.                                                                                       | У долинах рік, сирих лісах, на вологих луках; зростає поодиноко — на б. ч. території, крім Криму; у Степ заходить лише по долинах річок | …                  | …                     |            |
| 5   | Бугила звичайна Anthriscus caucalis M.Bieb.                                                                                 | На кам'янистих місцях, на узбіччях доріг — у Криму, зрідка | [ 5 ]              | …                     |            |
| 6   | Бугила городня Anthriscus cerefolium (L.) Hoffm., syn. Anthriscus longirostris Bertol.                                      | У садах, серед чагарників — зрідка на півдні Полісся та у Правобережному Лісостепу | …                  | …                     |            |
| 7   | Бугила гайова Anthriscus nemorosa (M.Bieb.) Spreng.                                                                         | У лісах, серед чагарників — у Лівобережному Лісостепу та Степу, рідко; у Криму, звичайно | …                  | …                     |            |
| 8   | Бугила блискуча Anthriscus nitida (Wahlenb.) Hazsl.                                                                         | У тінистих лісах — на Закарпатті, Передкарпатті, Волинській обл. та 3. Лісостепи (Сатанів, Рівне) | …                  | …                     |            |
| 9   | Бугила лісова Anthriscus sylvestris (L.) Hoffm.                                                                             | У лісах, серед чагарників — на всій території, б. м. звичайно | …                  | …                     |            |
| 10  | Селера звичайна Apium graveolens L.                                                                                         | На засолених ґрунтах морського узбережжя – на ПБК, рідко | [ 5 ]              | …                     |            |
| 11  | Астранція велика Astrantia major L.                                                                                         | На лісових галявинах та узліссях — у Закарпатті, Карпатах, 3. Поліссі (до м. Житомира) та 3. Лісостепу (до м. Хмельницького та м. Летичева) | [ 6 ]              | …                     |            |
| 12  | Морківниця узбережна Astrodaucus littoralis (M.Bieb.) Drude                                                                 | На приморських пісках і дрібному галечнику — на берегах Чорного і Азовського морів (на Керченському півострові, в ок. Сак і Судака), рідко. У ЧКУ має статус «вразливий» | [ 7 ]              | …                     |            |
| 13  | Морківниця східна Astrodaucus orientalis (L.) Drude                                                                         | На приморських пісках і дрібному галечнику — на берегах Чорного й Азовського морів (в Криму від Євпаторії до Планерського), зрідка | …                  | …                     |            |
| 14  | Потічник прямий Berula erecta (Huds.) Coville                                                                               | На вологих луках, по берегах річок, канав, заходить у воду — розсіяно майже на всій території; у Криму дуже рідко | [ 8 ]              | …                     |            |
| 15  | Парноплідник променистий Bifora radians M.Bieb.                                                                             | На сухих схилах — у Хмельницькій, Вінницькій, Миколаївській, Херсонській областях, Криму, часто | [ 7 ]              | …                     |            |
| 16  | Bifora testiculata (L.) Spreng.                                                                                             | У Криму (Південий берег Криму: окол. мм. Гурзуфа і Симеїза) | [ 9 ]              | …                     |            |
| 17  | Bilacunaria microcarpa (M.Bieb.) Pimenov & V.N.Tikhom.                                                                      | У Криму (околиці м. Старий Крим) | [ 9 ]              | …                     |            |
| 18  | Bunium microcarpum (Boiss.) Freyn & Bornm.                                                                                  | У Криму (південь), зрідка | [ 9 ]              | …                     |            |
| 19  | Бульбокмин феруловий Bunium ferulaceum Sm.                                                                                  | На сухих, кам'янистих схилах — у гірському Криму (крім передгір'їв), зрідка | [ 2 ]              | …                     |            |
| 20  | Bupleurum commutatum Boiss. & Balansa                                                                                       | У Криму (гора Сокіл в околицях м. Судака; м. Алушта, гора Демерджі над с. Лучисте, в окол. смт Курортне) | [ 9 ]              | …                     |            |
| 21  | Bupleurum multinerve DC. | У Карпатах (хребет Свидовець, гора Герашеска), дуже рідко. Вид уключений до Червоної книги України [RED …, 2009], як B. ranunculoides L. | [ 9 ]              | …                     |            |
| 22  | Ласкавець гіллястий Bupleurum brachiatum K.Koch ex Boiss.                                                                   | На сухих пагорбах та схилах — у сх. ч. Криму (ок. смт Планерського, Феодосії, Керченський півострів), рідко | [ 10 ]             | …                     |            |
| 23  | Ласкавець споріднений Bupleurum affine Sadler                                                                               | На сухих пагорбах, схилах — у Хмельницькій, Одеській, Миколаївській, Херсонській областях та горах Криму | [ 11 ]             | …                     |            |
| 24  | Ласкавець маренковий Bupleurum asperuloides Heldr.                                                                          | На сухих кам'янистих схилах — у гірському Криму (біля с. Соколиного, на ПБК), рідко | …                  | …                     |            |
| 25  | Ласкавець високий Bupleurum exaltatum M.Bieb.                                                                               | На сухих схилах, часто кам'янистих, на яйлі, степах – у Криму, часто | …                  | …                     |            |
| 26  | Ласкавець серполистий Bupleurum falcatum L.                                                                                 | На схилах, особливо вапнякових, серед чагарників, на гірських луках; росте групами — на б. ч. території, крім Карпат і Полісся, в Закарпатті в Мармарошській улоговині (околиці с. Вишково; Вулканічні Карпати), в Криму тільки на схилах яйли і прияйлінській частині південного схилу Головного пасма, зрідка                          | …                  | …                     |            |
| 27  | Ласкавець Джерарда Bupleurum gerardi All.                                                                                   | На сухих схилах — у гірському Криму (крім яйли), рідко | …                  | …                     |            |
| 28  | Ласкавець довголистий Bupleurum longifolium L.                                                                              | На гірських луках (полонинах) та скелях — у Карпатах та високогірному поясі (Чивчино-Гринявські гори, гора Трояски, хр. Свидовець, гора Пікуй – В. Бескиди) | …                  | …                     |            |
| 29  | Ласкавець Маршалла Bupleurum marschallianum C.A.Mey.                                                                        | На кам'янистих і засолених місцях, на узбережжі — у Запорізькій (Бердянський р-н, с. Осипенко), Донецькій областях (Маріуполь), Криму (Севастополь, Керч) | …                  | …                     |            |
| 30  | Ласкавець малопроменевий Bupleurum pauciradiatum Fenzl ex Boiss.                                                            | На сухих схилах — у Криму (ок. с. Микити), дуже рідко | …                  | …                     |            |
| 31  | Ласкавець жовтецевий Bupleurum ranunculoides L.                                                                             | У горах у субальпійському поясі, на схилах рідко — у Карпатах (гора Геришаска, хр. Свидовець). У ЧКУ має статус «зникаючий» | …                  | …                     |            |
| 32  | Ласкавець круглолистий Bupleurum rotundifolium L.                                                                           | На сухих степових схилах, у чагарниках — на б. ч. території, крім Карпат і прилеглих до них районів | …                  | …                     |            |
| 33  | Ласкавець найтонший Bupleurum tenuissimum L.                                                                                | На сухих схилах, по узбережжю — у пд. Криму (околиці смт Планерського), Закарпатті (в передгірному поясі) рідко. У ЧКУ має статус «вразливий» | …                  | …                     |            |
| 34  | Ласкавець Воронова Bupleurum woronowii Manden.                                                                              | На сухих схилах — у Криму (на ПБК та на південному схилі Карабі-яйли), дуже рідко | …                  | …                     |            |
| 35  | Зубний корінь гірський Cachrys alpina M.Bieb., syn. Prangos trifida (Miller) Herrnst. & Heyn                                | На кам'янистих схилах, осипах, скелях, у лісах — у гірському Криму, рідко. У ЧКУ має статус «рідкісний» | [ 11 ]             | …                     |            |
| 36  | Кмин звичайний Carum carvi L.                                                                                               | На луках, галявинах, узліссях, схилах — на всій території, розсіяно; у Криму, дуже рідко (гора Чатирдаг) | [ 12 ]             | …                     |            |
| 37  | Пазурник звичайний Caucalis platycarpos L., у т. ч. Caucalis bischoffii Koso-Pol.                                           | На засмічених місцях, узбіччях доріг — на півдні Лісостепу, в Степу і Криму | [ 7 ]              | …                     |            |
| 38  | Пусторебрик оголений Cenolophium fischeri (Spreng.) W.D.J.Koch, syn. Cenolophium denudatum Tutin                            | На піщаних берегах річок — в Поліссі, Лісостепу і на півночі Степу | [ 4 ]              | …                     |            |
| 39  | Бутень запашний Chaerophyllum aromaticum (Spreng.) W.D.J.Koch                                                               | У лісах серед чагарників, на луках, росте групами — у Закарпатті, Карпатах, Розточчі-Опіллі, Лісостепу (на захід від лінії Новгород-Сіверський — Ніжин — Канів — Сміла — Умань — Чечельник), звичайно | [ 6 ]              | …                     |            |
| 40  | Бутень золотистий Chaerophyllum aureum L.                                                                                   | У гірських лісах — у Закарпатті, зрідка (гора Явірник, села Устя Говерли, Синевирська Поляна); у гірському Криму, досить часто | …                  | …                     |            |
| 41  | Бутень бульбистий Chaerophyllum bulbosum L.                                                                                 | У лісах, серед чагарників, на узліссях та вирубках; утворює зарості — на всій території | …                  | …                     |            |
| 42  | Бутень шорстковолосистий Chaerophyllum hirsutum L.                                                                          | У лісах, на берегах струмків і річок — у Закарпатті та Карпатах, часто | …                  | …                     |            |
| 43  | Бутень Прескотта Chaerophyllum prescottii DC.                                                                               | На лісових галявинах, серед чагарників — у Лісостепу та Степу | …                  | …                     |            |
| 44  | Бутень п'янкий Chaerophyllum temulum L.                                                                                     | У лісах, серед чагарників — на всій території, звичайно | …                  | …                     |            |
| 45  | Chaerophyllum nodosum (L.) Crantz, syn. Myrrhoides nodosa (L.) Cannon                                                       | У Криму (передгір'я, гори та узбережжя) | [ 9 ]              | …                     |            |
| 46  | Віха отруйна Cicuta virosa (Spreng.) W.D.J.Koch                                                                             | На болотах, вологих луках, біля берегів, у воді — розсіяно, крім Карпат і Криму, передусім у Поліссі та Лісостепу; на Закарпатті, дуже рідко | [ 12 ]             | …                     |            |
| 47  | Свистуля татарська Conioselinum tataricum Hoffm.                                                                            | У сируватих тінистих лісах і чагарниках — у Лісостепу (Тернопільська обл., Чортківський р-н, с. Улащківці; Вінницька обл. Муровано-Куриловецький р-н, с. Немерче; Сумська та Полтавська області), рідко. У ЧКУ має статус «рідкісний» | [ 4 ]              | …                     |            |
| 48  | Болиголов плямистий Conium maculatum L.                                                                                     | На узбіччям доріг, краям полів, на сміттєвих місцях утворює зарості — на всій території, звичайно | [ 7 ]              | …                     |            |
| 49  | Морський кріп їстівний Crithmum maritimum L.                                                                                | На кам'янистих місцях та галечнику морських узбереж — на ПБК (від Севастополя до с. Нового Світу), звичайно. У ЧКУ має статус «неоцінений» | [ 13 ]             | …                     |            |
| 50  | Морква звичайна Daucus carota L.                                                                                            | У бур'янах, на схилах, луках, галявинах, серед чагарників — на всій території, крім високогір'я Карпат | [ 14 ]             | …                     |            |
| 51  | Dichoropetalum carvifolia (Vill.) Pimenov & Kljuykov, syn. Peucedanum carvifolium Vill., у т. ч. Peucedanum euphimiae Kotov | На лісових галявинах і узліссях, у чагарниках — у Закарпатті (м. Хуст, м. Опоковці), рідко; в Лісостепу і Степу | [ 15 ]             | …                     |            |
| 52  | Жовтокмин польовий Elaeosticta lutea (M.Bieb. ex Hoffm.) Kljuykov, Pimenov & V.N.Tikhom.                                    | У степах, на полях, біля доріг у Лівобережному Лісостепу і Степу, на Правобережжі рідко (в Херсонській обл.) | [ 2 ]              | …                     |            |
| 53  | Миколайчики польові Eryngium campestre L.                                                                                   | На відкритих сухих схилах, лісових галявинах, біля доріг — у Закарпатті та Лісостепу, Степу, Криму, звичайно; на півдні Полісся, рідко | [ 6 ]              | …                     |            |
| 54  | Миколайчики приморські Eryngium maritimum L.                                                                                | У літоральній смузі Чорного та Азовського морів | …                  | …                     |            |
| 55  | Миколайчики плоскі Eryngium planum L.                                                                                       | На лісових галявинах, узліссях, рідше на луках, сухих схилах, по краях доріг — на б. ч. території, крім Криму та Карпат, але росте на Закарпатті | …                  | …                     |            |
| 56  | Різак звичайний Falcaria vulgaris Bernh.                                                                                    | У степах, на сухих схилах, по узбіччях доріг, на полях — на всій території, крім Карпат; у Закарпатті, рідко (Ужгород, Виноградів, Чоп) | [ 12 ]             | …                     |            |
| 57  | Ferula euxina Pimenov | На півдні Степу, рідко (в Причорномор’ї: Миколаївська область, Снігурівський район; Херсонська область, Чаплинський район, Асканія-Нова; Запорізька область, Мелітопольский район: сс. Кирилівка, Мордвинівка, по р. Молочній) та в Криму, часто в Степу, а також наводиться для передгір'я: околиці м. Білогорська                      | [ 9 ]              | …                     |            |
| 58  | Ferula longifolia Fisch. ex Spreng., syn. Eriosynaphe longifolia (Fisch. ex Spreng.) DC.                                    | У степах, на глинистих, вапнякових і крейдяних схилах — у Донецькому Лісостепу (Луганська обл., с. Провальє) та півд. ч. Степу (Миколаїв; Херсонська обл., смт Асканія-Нова), рідко | [ 15 ]             | …                     |            |
| 59  | Ферула прикаспійська Ferula caspica M.Bieb.                                                                                 | На глинястих і сланцюватих схилах — у Степу (Луганська, Запорізька, Миколаївська та Херсонська області) та північному й східному Криму | [ 4 ]              | …                     |            |
| 60  | Ферула східна Ferula orientalis L.                                                                                          | У степах, на солонцюватих місцях — у Степу на півдні, рідко (Запорізька, Херсонська, Миколаївська області); в Степовому Криму, часто | …                  | …                     |            |
| 61  | Ферула татарська Ferula tatarica Fisch. ex Spreng.                                                                          | На степових чагарникових схилах, солонцях — у Донецькому Лісостепу та Степу, зрідка | …                  | …                     |            |
| 62  | Ферульник степовий Ferulago galbanifera (Mill.) W.D.J.Koch, syn. Ferulago campestris (Besser) Grecescu                      | У розріджених лісах, чагарниках і степах, в сухих степах, на схилах, скелях — у Лісостепу (пд. ч.) і Степу, по всьому Криму | [ 15 ]             | …                     |            |
| 63  | Ферульник лісовий Ferulago sylvatica (Besser) Rchb.                                                                         | У дубових і грабових лісах, на галявинах і узліссях. Зростає групами — в Закарпатті (м. Виноградів), рідко; в західному й правобережному Лісостепу | …                  | …                     |            |
| 64  | Ферульник кримський Ferulago aucheri Boiss., syn. Ferulago taurica Schischk.                                                | У сухих степах, на схилах, скелях — по всьому Криму | …                  | …                     |            |
| 65  | Борщівник карпатський Heracleum carpaticum Porcius                                                                          | На схилах в альпійському та субальпійському поясах — у Карпатах, звичайно | [ 16 ]             | …                     |            |
| 66  | Борщівник морквяницелистий Heracleum ligusticifolium M.Bieb.                                                                | На кам'янистих схилах — у гірському Криму (крім передгір'їв), досить рідко; ендемік Криму. У ЧКУ має статус «рідкісний» | …                  | …                     |            |
| 67  | Борщівник пухнастий Heracleum pubescens (Hoffm.) M.Bieb.                                                                    | У лісах — у пд. Криму (ок. Нікітського ботанічного саду); ендемік Криму. У ЧКУ має статус «недостатньо відомий» | …                  | …                     |            |
| 68  | Борщівник сибірський Heracleum sibiricum L.                                                                                 | У лісах, серед чагарників, на лугах і полях — на всій території | …                  | …                     |            |
| 69  | Борщівник європейський Heracleum sphondylium L., у т. ч. Heracleum palmatum Baumg.                                          | На луках, серед чагарників – у Карпатах, звичайно | …                  | …                     |            |
| 70  | Борщівник Стевена Heracleum villosum (Hoffm.) Fisch. ex Spreng., syn. Heracleum stevenii Manden.                            | На осипах і кам'янистих схилах на яйлі, в поясі букових і соснових лісів, на узбережжі — в Криму, часто | …                  | …                     |            |
| 71  | Kadenia dubia (Schkuhr) Lavrova & V.N.Tikhom., syn. Cnidium dubium (Schkuhr) Schmeil & Fitschen                             | У світлих лісах, вологих низинах, на вологих луках. Зростає поодиноко в б. ч. України: в Закарпатті, Карпатах, на Поліссі, в Лісостепу більш-менш звичайний; на півночі Степу — рідко | [ 3 ]              | …                     |            |
| 72  | Lagoecia cuminoides L. | У Криму (околиці м. Севастополя) | [ 9 ]              | …                     |            |
| 73  | Кминниця звичайна Laser trilobum (L.) Borkh.                                                                                | У лісах, чагарниках, на кам'янистих схилах; зростає поодиноко — в Закарпатті, Лісостепу (зх. і пд. Поділля, після перерви на Донецькому кряжі), Степу (Дніпропетровська обл., у нижній течії р. Самари), рідко; у гірському Криму, часто                                                                                                 | [ 15 ]             | …                     |            |
| 74  | Стародуб альпійський Laserpitium krapffii Crantz                                                                            | У субальпійському та альпійському поясах — у Карпатах, часто | [ 14 ]             | …                     |            |
| 75  | Стародуб широколистий Laserpitium latifolium L.                                                                             | У лісах і серед чагарників — у Закарпатті, Карпатах, Прикарпатті, на Поліссі та в Правобережному Лісостепу часто; в Лівобережному Лісостепу рідко | …                  | …                     |            |
| 76  | Морквянець гірський Mutellina purpurea (Poir.) Reduron, Charpin & Pimenov, syn. Ligusticum mutellina (L.) Crantz            | На гірських субальпійських та альпійських луках (полонинах) — у Карпатах, часто | [ 4 ]              | …                     |            |
| 77  | Meum athamanticum Jacq. | у Карпатах | [ 9 ]              | …                     |            |
| 78  | Омег водяний Oenanthe aquatica (L.) Poir.                                                                                   | На болотах, берегах річок, озер і на вологих луках — на всій території, але в Криму дуже рідкий (Алушта, біля гори Кастель) | [ 3 ]              | …                     |            |
| 79  | Омег банатський Oenanthe banatica Heuff.                                                                                    | На вологих місцях біля води та на луках — на Закарпатті і дуже рідко на Прикарпатті | …                  | …                     |            |
| 80  | Омег бедринцевий Oenanthe pimpinelloides L.                                                                                 | На вологих місцях, біля берегів річок, джерел — у Криму, рідко | …                  | …                     |            |
| 81  | Омег морківниковий Oenanthe silaifolia M.Bieb.                                                                              | На болотах, вологих луках, біля води — у Закарпатті, Правобережному Лісостепу (Одеська обл., м. Балта; Черкаська обл., м. Канів), на Лівобережному Поліссі (Чернігівська обл.), у Правобережному Степу (Миколаїв), пн. Криму (луги за нижньою течією р. Біюк-Карасу) та на ПБК (ок. с. Генеральського, гора Кастель, м. Ялта, с. Микита) | …                  | …                     |            |
| 82  | Широконасінник морквяний Orlaya daucoides (L.) Greuter                                                                      | У бур'янистих місцях, на полях — у Криму (на Тарханкутському та Керченському півостровах), у горах, звичайно | [ 7 ]              | …                     |            |
| 83  | Широконасінник великоцвітий Orlaya grandiflora (L.) Hoffm.                                                                  | На сухих схилах, узбіччях доріг — на Закарпатті, передгір'ях, рідко; у Криму, часто | …                  | …                     |            |
| 84  | Маточниця болотяна Ostericum palustre (Besser) Besser, syn. Angelica palustris (Besser) Hoffm.                              | На болотах, у заплавних лісах — на Поліссі, Лісостепу, звичайно; у Степу, рідше (Сів. Донцю та Дніпру з притоками) | [ 4 ]              | …                     |            |
| 85  | Палімбія солонцева Palimbia rediviva (Pall.) Thell., syn. Palimbia salsa (L.f.) DC.                                         | На солонцях і солончаках, у степах — у Донецькому Лісостепу (Слов'янськ), Степу (на сході й півдні), Криму (на Керченському півострові і ПБК, в ок. смт Планерського), рідко. У ЧКУ має статус «вразливий» | [ 4 ]              | …                     |            |
| 86  | Палімбія тургайська Palimbia turgaica Lipsky                                                                                | Солончаки, солонці — бас. Сіверського Дінця (м. Слов'янськ, с. Копанки Ізюмського р-ну) | ЧКУ                | …                     |            |
| 87  | Pastinaca clausii (Ledeb.) Calest., syn. Malabaila graveolens (Spreng.) Hoffm.                                              | На сухих степових схилах, галявинах — у південній частині Лісостепу, зрідка; в Степу і Криму, нерідко | [ 17 ]             | …                     |            |
| 88  | Пастернак звичайний Pastinaca sativa L., у т. ч. Pastinaca sylvestris Mill., Pastinaca umbrosa Steven ex DC.                | На городах — по всій території | [ 16 ]             | …                     |            |
| 89  | Смовдь-кукотина Peucedanum alsaticum L., syn. Peucedanum lubimenkoanum Kotov, Xanthoselinum alsaticum (L.) Schur            | На лісових галявинах, у чагарниках, дубових лісах; зростає поодиноко чи невеликими групами — у Закарпатті (м. Берегове), рідко; у Поліссі (на півдні), Лісостепу та Степу (крім крайнього півдня), Криму (у передгір'ях, на ПБК — масив Карадаг, смт Планерське), зрідка                                                                 | [ 15 ]             | …                     |            |
| 90  | Смовдь болотяна Peucedanum palustre (L.) Moench, syn. Thysselinum palustre (L.) Hoffm.                                      | На болотистих луках, у чагарниках, вільшаниках — в Закарпатті, Карпатах, Поліссі та Лісостепу; в Степу рідко заходить по долинах великих річок | …                  | …                     |            |
| 91  | Смовдь руська Peucedanum ruthenicum M.Bieb.                                                                                 | На степах, схилах та солонцях — у Лісостепу, Степу, але на півдні рідко (Херсонська обл., смт Асканія-Нова) | …                  | …                     |            |
| 92  | Смовдь кримська Peucedanum tauricum M.Bieb.                                                                                 | На сухих схилах — у гірському Криму, зрідка | …                  | …                     |            |
| 93  | Смовдь оленяча Peucedanum cervaria (L.) Lapeyr., syn. Cervaria rivini Gaertn.                                               | На лісових галявинах і серед чагарників — на Закарпатті, у західних областях до Дніпра; найбільш східні місця: Одеська обл., м. Котовськ; Черкаська обл., м. Умань, м. Канів; Сумська обл., м. Глухів | [ 16 ]             | …                     |            |
| 94  | Смовдь широколиста Peucedanum latifolium (M.Bieb.) DC., syn. Macroselinum latifolium (M.Bieb.) Schur                        | На солонцях, солончаках та засолених луках — у Лісостепу (на півдні) та Степу | …                  | …                     |            |
| 95  | Смовдь гірська Peucedanum oreoselinum (L.) Moench, syn. Oreoselinum nigrum Delarbre                                         | На пісках у соснових лісах — на Закарпатті, Поліссі та Лісостепу, часто; в Лівобережному Степу, зрідка | …                  | …                     |            |
| 96  | Товстонасінник голостеблий Physospermum cornubiense (L.) DC.                                                                | У лісах, серед чагарників — у Донецькому Лісостепу та гірському Криму, звичайно | [ 7 ]              | …                     |            |
| 97  | Бедринець великий Pimpinella major (L.) Huds., syn. Pimpinella austriaca Mill.                                              | У тінистих лісах, серед чагарників, на галявинах і луках — у Закарпатті, Карпатах, лісових і лісостепових правобережних районах (до Канева) | [ 2 ]              | …                     |            |
| 98  | Бедринець чужоземний Pimpinella peregrina L.                                                                                | У сухих і кам'янистих місцях — у Криму (Євпаторія, Сімферополь, ПБК), досить рідко | …                  | …                     |            |
| 99  | Бедринець звичайний Pimpinella saxifraga L., у т. ч. Pimpinella dissecta Retz., Pimpinella hircina (L.) Mill.               | На кам'янистих вапнякових схилах, пагорбах, пісках, сухих луках, серед чагарників та галявинах; зростає поодиноко — по всій території, але в Криму рідко (ок. Сімферополя, с. Привітного, Алуштинського р/р, на Долгоруківській яйлі) | …                  | …                     |            |
| 100 | Бедринець козячий Pimpinella tragium Vill., у т. ч. Pimpinella titanophila Woronow                                          | У степах, на сухих і кам'янистих, вапнякових і крейдяних схилах — у Донецькому Лісостепу і Степу, у Криму, звичайно | …                  | …                     |            |
| 101 | Ребронасінник гірський Pleurospermum austriacum (L.) Hoffm.                                                                 | У лісах, головним чином гірських — у Карпатах, на рівнині рідко (Тернопільська обл., Кременецький р-н, села Залісці, Почаїв) | [ 7 ]              | …                     |            |
| 102 | Зубний корінь солонцевий Prangos odontalgica (Pall.) Herrnst. & Heyn                                                        | На засолених ґрунтах, солонцях і солончаках — на півдні в Степу (в Запорізькій, Миколаївській та Херсонській обл.), Криму (на Керченському півострові й Присивашші, поблизу гирла р. Біюк-Карасу), дуже рідко | [ 11 ]             | …                     |            |
| 103 | Підлісник європейський Sanicula europaea L.                                                                                 | У тінистих лісах, під пологом — у Закарпатті, Карпатах та на Правобережжі (східний кордон проходить через Київ – Житомир – Вінницю – Гайсин – Ольгополь – Ямпіль); на Лівобережжі — тільки на Поліссі, на вододілі Дніпра та Десни; після перерви з'являється у гірських лісах Криму                                                     | [ 6 ]              | …                     |            |
| 104 | Голкоплідник південний Scandix australis L., у т. ч. Scandix taurica Steven                                                 | Сухими схилами — у Криму, часто | [ 5 ]              | …                     |            |
| 105 | Голкоплідник гребенястий Scandix pecten-veneris L., у т. ч. Scandix macrorhyncha C.A.Mey.                                   | На степових і сухих схилах, узбіччям доріг, у посівах, виноградниках, садах — у Криму, звичайно | …                  | …                     |            |
| 106 | Голкоплідник зірчастий Scandix stellata Banks & Sol.                                                                        | На сухих схилах, у виноградниках, садах — у Криму (на Керченському п-ві та ПБК), зрідка | …                  | …                     |            |
| 107 | Гірча кминолиста Selinum carvifolia (L.) L.                                                                                 | На лісових галявинах, галявинах, вологих луках — у Закарпатті, Карпатах, на Поліссі та в Лісостепу б. м. звичайно; на півдні Степу рідко | [ 18 ]             | …                     |            |
| 108 | Жабриця піскова Seseli arenarium M.Bieb.                                                                                    | У Лісостепу, Степу і Криму | [ 9 ]              | …                     |            |
| 109 | Жабриця однорічна Seseli annuum L.                                                                                          | У світлих і сухих лісах, на галявинах і узліссях, в степах, на схилах — у б. ч. України крім Криму; у степових районах рідко | [ 13 ]             | …                     |            |
| 110 | Жабриця польова Seseli campestre Besser                                                                                     | На чорноземах, у степах, на кам'янистих місцях, крейдяних відслоненнях, залізничних насипах — у Лісостепу, Донецькому Лісостепу, зазвичай; у Степу в північних районах, південніше рідко | …                  | …                     |            |
| 111 | Жабриця вилчаста Seseli dichotomum Pall. ex M.Bieb.                                                                         | На сухих урвищах і схилах, кам'янистих місцях, у лісах — в пд. Криму, часто; у передгір'ях та букових лісах, рідше | …                  | …                     |            |
| 112 | Жабриця камеденосна Seseli gummiferum Pall. ex Sm.                                                                          | На схилах та кам'янистих осипах — у гірському Криму, переважно на південному схилі Головної гряди та яйлі, а також у передгір'ях, звичайно | …                  | …                     |            |
| 113 | Жабриця кінська Seseli hippomarathrum Jacq.                                                                                 | На піщаних і вапняково-кам'янистих місцях — у 3. Лісостепу Дністром та його притоками, дуже часто; на Поліссі (с. Біличі Києво-Святошинського р-ну), рідко | …                  | …                     |            |
| 114 | Жабриця Леманна Seseli lehmannii Degen                                                                                      | На вапняках — майже виключно на яйлах Криму, а також в поясі букових лісів (безлісі вершини), рідко. У ЧКУ має статус «рідкісний» | …                  | …                     |            |
| 115 | Жабриця-ладанник Seseli libanotis (L.) W.D.J.Koch, у т. ч. Libanotis intermedia Rupr.                                       | На всій території, в Криму рідко | …                  | …                     |            |
| 116 | Seseli besserianum Stoyanov & Ostr., syn. Seseli peucedanifolium Besser ex Trevir.                                          | На кам'янистих схилах — Дністром та його притоками в Одеській обл. (Червоноокнянський р-н, р. Чорна) | …                  | …                     |            |
| 117 | Жабриця смовдяна Seseli peucedanoides (M.Bieb.) Koso-Pol.                                                                   | У дубових лісах, серед чагарників – у Донецькому Лісостепу (Торезький г/с, балка Глуха, Тимірязівське лісництво) | …                  | …                     |            |
| 118 | Жабриця звивиста Seseli tortuosum L., у т. ч. Seseli pauciradiatum Schischk.                                                | На пісках і степах — в Лісостепу, Степу та Криму | …                  | …                     |            |
| 119 | Жабриця Палляса Seseli pallasii Besser, syn. Seseli varium Trevir.                                                          | На степових і кам'янистих схилах і лісових полянах — у Закарпатті на вулканічних передгір'ях, рідко; на Правобережжі в Лісостепу і Степу, у Степовому Криму і передгір'ях | [ 3 ]              | …                     |            |
| 120 | Морківник лучний Silaum silaus (L.) Schinz & Thell.                                                                         | На луках, часто солонцюватих; зростає рідкісними групами — у Лісостепу і Степу, рідко | [ 3 ]              | …                     |            |
| 121 | Silphiodaucus hispidus (M.Bieb.) Spalik, Wojew., Banasiak, Piwczyński & Reduron, syn. Laserpitium hispidum M.Bieb.          | На крейдяних і вапнякових схилах, в лісах і серед чагарників — в Донецькому Лісостепу і Степу (північний схід) рідко; в гірському Криму часто | [ 14 ]             | …                     |            |
| 122 | Silphiodaucus prutenicus (L.) Spalik, Wojew., Banasiak, Piwczyński & Reduron, syn. Laserpitium prutenicum L.                | У лісах і серед чагарників — у Закарпатті, Карпатах, Прикарпатті, на Поліссі та в Лісостепу звичайно; в Лівобережному Степу трапляється рідко (Харківська й Донецька області) | …                  | …                     |            |
| 123 | Вех широколистий Sium latifolium L.                                                                                         | На болотах, біля берегів водоймищ, нерідко у воді — на б. ч. території, крім Криму та Карпат; у Закарпатті, рідко (Ужгородський р-н, м. Чоп, с. Комарівці; Мукачівський р-н, с. Зняцеве) | [ 2 ]              | …                     |            |
| 124 | Вех солодкокореневий Sium sisarum L., syn. Sium sisaroideum DC.                                                             | У сирих і болотистих місцях, на берегах річок і озер — на всій території, крім Карпат | …                  | …                     |            |
| 125 | Смирній пронизанолистий Smyrnium perfoliatum L.                                                                             | У тінистих гірських лісах — у гірському Криму (крім яйли), нерідко | [ 7 ]              | …                     |            |
| 126 | Щетинник великий Tordylium maximum L.                                                                                       | На сухих пагорбах і схилах — у Закарпатті в передгірному поясі (місто Берегово, село Дубриничі), Одеській області (місто Рені), гірському Криму, звичайно | [ 14 ]             | …                     |            |
| 127 | Taeniopetalum arenarium (Waldst. & Kit.) V.N.Tikhom., syn. Peucedanum arenarium Waldst. & Kit.                              | На лісових галявинах з піщаним ґрунтом — у Лісостепу і пн.-сх. ч. Лівобережного Степу (на півдні) по річках Самарі й Сів. Дінцю | [ 15 ]             | …                     |            |
| 128 | Torilis africana Spreng., syn. Torilis heterophylla Guss.                                                                   | У бур'янистих місцях — у Криму (у центральній частині ПБК, Ялта), рідко | [ 5 ]              | …                     |            |
| 129 | Причепа звичайна Torilis japonica (Houtt.) DC.                                                                              | На лісових галявинах, узліссях, рідше під пологом, на вирубках, узбіччях доріг — на всій території крім Карпат, але зростає в Закарпатті | …                  | …                     |            |
| 130 | Причепа тонколиста Torilis leptophylla (L.) Rchb.f., у т. ч. Torilis xanthotricha (Steven) Schischk.                        | У бур'янистих місцях — у Криму, рідко | …                  | …                     |            |
| 131 | Причепа вузлувата Torilis nodosa (L.) Gaertn.                                                                               | У бур'янистих місцях — у Криму, зрідка | …                  | …                     |            |
| 132 | Причепа українська Torilis ucranica Spreng.                                                                                 | У дубових лісах, на узліссях, серед чагарників, на луках, на відкритих схилах — на південному заході, на Правобережжі (в Хмельницькій і Одеській областях) і на Лівобережжі (в Запорізькій і Херсонській областях) | …                  | …                     |            |
| 133 | Причепа польова Torilis arvensis (Huds.) Link, у т. ч. Torilis radiata Moench                                               | На сухих схилах, узбіччям доріг — на Закарпатті, на Правобережжі, у Лісостепу (у Кам'янці-Подільському та Дунаєвецькому р-нах Хмельницької обл.), рідко; у Криму, часто | [ 7 ]              | …                     |            |
| 134 | Кучерявець Біберштайна Trinia biebersteinii Fedor.                                                                          | На сухих луках, схилах, рівнинних степах, на лісових галявинах — на більшій частині території (відсутній у північній частині та Криму). У ЧКУ має статус «рідкісний» | [ 12 ]             | …                     |            |
| 135 | Trinia crithmifolia (Willd.) H.Wolff, syn. Rumia crithmifolia (Willd.) Koso-Pol.                                            | На сухих кам'янистих схилах, відслоненнях мергелю і вапняку — у Криму в передгір'ях і на ПБК. У ЧКУ має статус «неоцінений» | …                  | …                     |            |
| 136 | Кучерявець сизий Trinia glauca (L.) Dumort.                                                                                 | На сухих схилах — у Криму, звичайно | …                  | …                     |            |
| 137 | Кучерявець шорсткий Trinia hispida Hoffm.                                                                                   | У степах, на сухих кам'янистих схилах, зростає поодиноко — у південно-східній частині (Луганська, Донецька, Запорізька, Дніпропетровська, Херсонська області й Крим) | …                  | …                     |            |
| 138 | Кучерявець високий Trinia kitaibelii M.Bieb.                                                                                | На сухих луках, схилах, рівнинних степах, на лісових галявинах — на більшій частині території (відсутній у північній частині та Криму) | …                  | …                     |            |
| 139 | Кучерявець багатостеблий Trinia multicaulis (Poir.) Schischk.                                                               | На степах, схилах, відслоненнях різних порід — у Лісостепу та Степу | …                  | …                     |            |
| 140 | Пазурниця широколиста Turgenia latifolia (L.) Hoffm.                                                                        | На схилах, узліссях, полях — у Донецькому Лісостепу, Степу та Криму; заноситься залізницями на північ (Харків) | [ 7 ]              | …                     |            |
| 141 | Плющ звичайний Hedera helix L.                                                                                              | У Карпатах і прилеглих до них районах, звичайно; у 3. Поліссі та Правобережному Лісостепу, зрідка; на схід доходить до Вінниці | [ 19 ]             | Аралієві Araliaceae   |            |
| 142 | Плющ кримський Hedera taurica (Hibberd) Carrière                                                                            | У лісах, передусім листяних, стелиться по каменях, підіймається по скелях і стовбурах дерев — у гірському Криму та на Керченському півострові, звичайно, часто культивується | …                  | …                     |            |
| 143 | Щитолисник звичайний Hydrocotyle vulgaris L.                                                                                | На болотах, іноді у воді — вказано було для 3. Лісостепу (Тернопільська обл., ок. м. Бучача); рослина ймовірно зникла, бо пізніше не була помічена. У ЧКУ має статус «рідкісний» | [ 20 ]             | …                     |            |